# Louis Eugène Léonce Pajol
Louis Eugène Léonce Pajol, dit Vicomte Eugène Pajol, né le 13 novembre 1817, mort le 18 avril 1885 à Paris, ancien aide de camp de l'empereur Napoléon III, commandeur de la Légion d'honneur, est un général du Second Empire et homme politique français.

## Biographie
Louis Eugène Léonce Pajol est le second fils du général comte Pierre-Claude Pajol, pair de France, compagnon d'arme de Napoléon Ier, et qui se couvrit de gloire lors de la bataille d'Austerlitz et de la bataille de Wagram. Son frère aîné est Charles Victor Pajol, un général de division français.
Saint-Cyrien (promotion de l'Obélisque (1836-1838)), il devient chef d'escadron au 7e cuirassiers.
Le général Eugène Pajol soutient activement  Louis-Napoléon : il est aux côtés du prince le jour de son entrée à  l'Élysée après l'élection présidentielle de 1848, puis fait continuellement partie de sa suite, y compris durant l'exil de Chislehurst tout en étant actif au sein du parti bonapartiste renaissant. Il est par ailleurs général de brigade lors de la guerre de 1870, 
Le 9 janvier 1873, Napoléon III s'éteignait à Chislehurst. Au moment où, grâce aux efforts obstinés d'Eugène Rouher et de ses amis, le parti bonapartiste reprenait vie. Le général Pajol va et vient sans cesse d'Angleterre en France et voit l'un après l'autre les généraux restés fidèles, depuis son hôtel particulier de la rue de Miromesnil, et leur donne des instructions, l'Empereur serait à Paris avant qu'on s'aperçoive de son absence à Chislehurst. L'effet cherché est celui du retour de l'île d'Elbe. Les banquiers de Londres sont prêts à fournir les fonds pour un nouveau coup d'État. Ces espoirs, la mort de l'Empereur les réduisait à néant.
Il meurt en 1885 dans son hôtel particulier, 35 rue de miromesnil, à Paris.

## Famille
Il se marie en 1851 avec Marguerite Certain de Bellozanne (1829 ✝ 1888), fille de Charles Certain (2 janvier 1795 - Sceaux (Hauts-de-Seine) ✝ 18 mai 1840 - Paris), 2e comte de Bellozanne, maire de Brémontier, conseiller général de Seine inférieure.